# Radžastan
Radžastan ili Rajasthan (hi. राजस्थान Rājasthān ˈrɑːʤʌstʰɑːn, što znači „zemlja kraljevstava”) je savezna država Indije koja se nalazi na sjeverozapadu države. Ona je najveća indijska država s površinom od 342.236 km² (što čini 10,4% Indije) i 8. po broju stanovnika od 68.621.012 stanovnika (po stanju iz 1. siječnja 2011. godine). 
Glavni i najveći grad Radžastana je Jaipur koji ima preko 3 milijuna stanovnika. Na zapadu Rajasthana se nalazi pustinja Thar, koja se proteže u susjedni Pakistan. Rajasthan također graniči s drugim indijskim državama; Gujaratom na jugozapadu, Madhya Pradeshom na jugoistoku, Uttar Pradeshom i Haryanom na sjeveroistoku i Pendžabom na sjeveru.
Na Unescov popis mjesta svjetske baštine u Aziji je upisan Jantar Mantar u Jaipuru, ali ie Brdske utvrde Rajasthana 2013. god.

## Zemljopis
Oko tri petine Rajasthana leži sjeverozapadno od jedne od najstarijih planina, svetog gorja Aravali, koje se proteže 850 km od jugozapada do sjeveroistoka. Sjeverozapadni dio Rajasthana je suh i pjeskovit i većinu toga područja slabo nastanjena pustinja Thar. Planine Aravali zaustavljaju monsune, koji dolaze iz pravca Arapskog mora, tako da sjeverozapadni dio ostaje bez kiše. Sjeverozapadne trnovite šume od grmlja nalaze se oko pustinje Thar. Područje prima manje od 400 mm kiše, a za vrijeme ljeta vrlo često ljetne temperature dosegnu i preko 45°C. Aravali i područje istočno predstavljaju plodnije područje s više kiša, zbog čega tu ima više stanovništva i gradova. 
Istočni Rajasthan ima dva rezervata za tigrove (Ranthambore i Rezervat tigrova Sariska), kao i Nacionalni park Keoladeo koji je čuven po pticama.

## Povijest
Na sjeverozapadu Rajasthana, na kraju rijeke Ghaggar-Hakra, pronađen je arheološki lokalitet civilizacija Doline Inda, Kalibangan, koji je do sada najstarije pronađeno naseljeno mjesto na Indijskom potkontinentu. 
Rajasthan je u povijesti bio područje vladavine Radžputa. Radžputi su bili hinduistička ratnička kasta, a njihov naziv znači „sin kralja”. Oni su uspostavili brojna kraljevstva još od 6. stoljeća u današnjem Rajasthanu, Saurashtri (današnji Gujarat) i dijelovima Pakistana. Uspješno su se odupirali islamskoj invaziji dok su se muslimani proširili u Punjab i dolinu rijeke Ganges. Radžputi su zadržali svoju neovisnost i naposljetku postali jedna od glavnih prepreka potpunom muslimanskom osvajanju Indije. Kasnije su njihove malene dinastije vladale velikim dijelom sjeverne Indije. Jedan radžputski vladar Gurdžara iz klana Chauhan, Prithvi Raj Chauhan, je bio osobito poznat po krvavim sukobima protiv islamskih sultanata. Početkom 14. st. sultan Alaudin Hildži, iz dinastije Hildži (koja je vladala sjevernom Indijom od 1290. – 1320.) je samo nakratko osvojio Radžputsko kraljevstvo. Samo pedesetak godina kasnije, Radžputi su ponovno uzdigli svoje kraljevstvo, ovaj put pod Rana Hammirom u Mewaru (Rajasthan), te su proširili svoj utjecaj sve do Bengala i Punjaba, s prijestolnicom u Gwalioru. Radžputi su pružali otpor i mogulskim carevima Humayunu, i njegovom sinu Akbaru. Od 1558. do 1578. bjesnio je Mogulsko-Rajputski rat, katkad otvoreni a katkad gerilski, u kojemu su Radžputi oslobodili gotovo cijeli Mewar. Car Jahangir je nakon bjesnih borbi od 1605. – 13. god. naposljetku isposlovao radžputsko priznanje mogulskog suvereniteta, uz zadržavanje neovisnosti Mewara, koju su Radžputi zadržali sve do britanske vlasti.
S Britancima sklapaju brojne sporazume u 19. stoljeću, prihvaćajući suverenitet engleskog kralja.

## Kultura
Rajasthanska neovisna kraljevstva su stvorila bogato kulturno naslijeđe i arhitekturu, koje se vidi u mnogim utvrdama (Brdske utvrde Rajasthana) i palačama (Mahala i Havelis), koje su obogaćene i muslimanskom i jainskom arhitekturom.

## Stanovništvo
Većina stanovništva Rajasthana, Radžastanci, su hinduisti (88,8%), dok ostalo stanovništvo čine muslimani (8,5%), sikhi (1,4%) i pripadnici džainizma (1,2%). Većina ljudi govori radžastanski jezik (koji tek očekuje državno priznanje), a službeni jezik je hindi, iako se koristi i engleski, a manjina govori urdu i plemenske jezike kao što su bhili, marwari, bhilali, chodri, wagdi, sansi, haryanvi i ostali.

## Gospodarstvo
Gospodarstvo Rajasthana je uglavnom poljoprivredno, a najviše se uzgaja pšenica, šećerna trska, pamuk i duhan. Rajasthan je i najveći proizvođač jestivog ulja, ali i vune, u Indiji. Rajasthan je veliki je proizvođač cementa, gipsa, cinka, olova, fosfatnih stijena i ostalih prirodnih bogatstava.
Tu se nalaze rudnici soli i bakra. 

## Vanjske poveznice
- Rajasthan  Arhivirana inačica izvorne stranice od 22. srpnja 2013. (Wayback Machine)